# 山刈叶
山刈叶（学名：Melicope semecarpifolia）为芸香科三脚鳖属下的一个种。